# Bendicht Peter
Bendicht Peter (* 2. Februar 1842 in Radelfingen; † 4. September 1887 in Bern) war ein Schweizer Offizier und Beamter.

## Leben

### Familie
Bendicht Peter war der Sohn seines gleichnamigen Vaters Bendicht Peter und dessen Ehefrau Anna (geb. Gutknecht).
Er war mit Verena Walther verheiratet.

### Werdegang
Bendicht Peter leitete als Regierungskommissär die Rekrutenaushebung in Bern.
Er wurde, bei der Neuordnung des Finanzdepartements, 1882 zum Direktor des obersten Finanzaufsichtsorgans, der Eidgenössischen Finanzkontrolle, dem vorherigen Kontrollbureau, gewählt.
Er war Oberstleutnant und Kriegskommissär der 3. Division in Bern; als Major vertrat er 1880 den Oberstleutnant Edmond de Grenus, der im darauffolgenden Jahr oberster Kriegskommissär wurde.